# ジェイミー・ギリス
ジェイミー・ギリス（Jamie Gillis, 本名 Jamey Ira Gurman, 1943年4月20日 - 2010年2月19日）は、アメリカ合衆国のポルノ男優。ニューヨーク出身。ギリスはAVNの「オールタイムトップ50ポルノスター」で12位にランクされている。彼はAVN殿堂、XRCO殿堂双方のメンバーである。

## 来歴

### 黄金時代
ジェイミー・ギリスは、1970年にコロンビア大学を卒業した。多くの同時代の人物（例えばハリー・リームスやエリック・エドワーズ）同様、野心的な俳優であった。彼は1971年にパートタイムでタクシー運転手として働いていた時、ヴィレッジ・ヴォイス紙のヌードモデル募集広告に応募した。これが短編映画（そして直ぐに長編映画）への出演に繋がった。
ギリスは、『ディープ・スロート』に始まる、おおよそ1972年から1983年まで続いた、いわゆるポルノの黄金時代に、既に主演男優としての名声を確立していた。ジョン・ホームズ、或いはロン・ジェレミーほど有名ではないにしても、ポルノ界で最もよく知られた、永続的な影響力を持った傑物の1人である。この時代ポルノはフィルムで撮影され、分別のある作品価値を持ち、多くはまともな筋書きがあり、一般に受け入れられようという野心があった。ギリスは、この時代のほとんど全ての主要な作品で、主役を演じているかのような状況だった。
彼を呼び物としたり、主演に据えた作品は、『The Private Afternoons of Pamela Mann 』、『ミスティ・ベートーベン』、『スーパーラブマシーン・ジョアンナ (The Story of Joanna) 』、『Through the Looking Glass 』、『U.S.A.セックスマシーン (The Ecstasy Girls) 』、『テクニシャン/貴婦人 (Amanda By Night) 』、『Dracula Sucks 』、『ROOM　MATES/ブルーコア (Roommates) 』、その他数多くある。
ギリスは1970年代後期における同僚のポルノスター、セレナとの、また1980年代中頃、同じくポルノスター、アンバー・リンとのロマンスでも有名である。彼は『ミスティ・ベートーベン』や『バーバラ・ブロードキャスト (Barbara Broadcast) 』のような古典ポルノのDVD再発売時に解説を務め、当時に関する貴重な情報を提供している。

### ビデオ時代へ
1983年以降、ポルノの主流がビデオに移った後も、彼は精力的に出演を続け、トレイシー・ローズと共演した1985年の『ニュー・ウェイブ・フッカーズ/序章・禁じられた果実 (New Wave Hookers) 』のような著名な作品や、流れ作業のセックス以外、何の主張も持たない無数のその他のビデオに出演した。1989年には、ギリスはジョン・スタグリアーノ監督の「バットマン Buttman 」映画に初出演した。
1989年、彼はポルノビデオにおけるゴンゾジャンルの先駆けとなる『On the Prowl 』シリーズを製作した。このジャンルはアマチュアとプロを共演させ、ビビッド・エンターテインメント（アメリカ最大手のポルノ映画製作会社の一つ）に代表されるような、ますます均質化されていく作品に対する反発であった。『On the Prowl 』でギリスは、任意で選んだ一般市民男性とセックスをさせるために、プロのポルノ女優を同乗させたリムジンでロサンゼルスを駆け抜けた。このシチュエーションはギリスを模した役をバート・レイノルズが演じた、映画『ブギーナイツ』でパロディ化された。ギリスは特に感銘は受けなかった。同時期、ギリスは後に数百作も続く『Dirty Debutantes 』シリーズから、エド・パワーズ (Ed Powers) の共同製作者となった。
1990年代と2000年代、ギリスはポルノ界で働き続けたが、スクリーンへの登場は制限されている。彼は現在ポルノ界の長老格であり、「ポルノの黄金時代」からの先駆者として、またスクリーン上の恐れを知らない演技によって、多くの若い同僚たちから敬愛されている。
彼は（性行為抜きであるが）『The Underboss 』(1998年) や『Power Play 』(1997年) などのゲイ・ポルノを含む470本以上の映画に出演し、何作か監督も務めている。

### 嗜好
彼は一般的な映画より、フェティッシュ路線の作品で多く見かけることができる。これは性行為に対する彼の様々な有名な欲求を反映している。1970年代、彼は私生活でニューヨークの性的なサブカルチャーの参加者として非常に活動的であり、ライブでの性行為を数多く実行した。彼はBDSMに長らく興味があり、キャリアを通して受け側ではなく攻め側として、これを専門とした。彼は言葉でスクリーン上のパートナーを虐待する習癖も見られ、サディスティックな役を演じている間は一般的な観衆を排斥しているように見える。
一般映画とBDSM映画への出演に加え、ギリスはスパンキング映画、ゲイのボンデージ映画、彼がキャロルという女性とのスカトロセックスを支配してみせた『Walking Toilet Bowl 』のような映画にも出演した。彼が自分のシーンは常に合意の上であると主張する一方、キャロルとの行為の多くは非常に非衛生的であるよう要求した。1970年代の作品の一つ、『ウォーターパワー/アブノーマル・スペシャル (Water-Power) 』で、彼は何人もの女性を浣腸し強姦する「浣腸強盗」を演じた。この映画は広い層には観られなかったが、ギリスが例えばモチーフとして便器や便座の上で行なうのを好むという評判をもたらした。
ギリスは、ウェイド・ニコルズと一緒に1975年のゲイ映画『Boynapped 』に出演した。映画の中でギリスの代役は、無名の俳優とアナルセックスをし、その俳優を拳で殴ってみせる。ギリスは、自身の両刀使いを一度も否定した事がない。

### 一般映画
1981年に、彼はアメリカ陸軍調査官役でB級映画『ヘル・オブ・ザ・リビングデッド (Hell of the Living Dead) 』に出演した。突然変異誘発性ガスによってアンデッドへと変貌を遂げた、第2次世界大戦中のドイツ軍兵士とアメリカ軍兵士の物語である。これはポルノ以外での彼の数少ない出演作の一つで、この他には、シルベスター・スタローン主演映画『ナイトホークス』(1981年) でリンゼイ・ワグナーの相手役としての短い出演、そして台詞無しで彼自身としてカメオ出演した、ジョン・フランケンハイマー監督のスリラー『デス・ポイント/非情の罠』(1986年 - クレジットはされず) が挙げられる。

### 死去
ギリスは4・5ヶ月前に診断されていた悪性黒色腫により、ニューヨークで2010年2月19日に死去した。

## 作品の一部

### 男優として
- 『Die You Zombie Bastards! 』(2005年)
- 『Sunset Stripped 』(2002年)
- 『New Wave Hookers 5 』(1997年)
- 『スペース・アベンジャー (Alien Space Avenger) 』(1989年)
- 『ネイクド・セックス (A Coming of Angels) 』(1977年)
- 『ディープ・スロート・パートII (Deep Throat Part II) 』(1974年)

### 監督として
- 『Devious Old Gillis 』(1998年)
- 『Back on the Prowl 』(1998年)
- 『Back on the Prowl 2 』(1998年)
- 『Punished Sex Offenders 』(1990年)
- 『Takeout Torture 』(1990年)
- 『On the Prowl 』(1989年)

## 受賞
- 1976年 AAFA最優秀主演男優賞 『ミスティ・ベートーベン (Opening of Misty Beethoven) 』[5]
- 1977年 AAFA最優秀主演男優賞 『ネイクド・セックス (A Coming of Angels) 』[5]
- 1979年 AAFA最優秀主演男優賞 『U.S.A.セックスマシーン (The Ecstasy Girls) 』[5]
- 1982年 AFAA最優秀助演男優賞 『ROOM MATES/ブルーコア (Roommates) 』[5]
- 1982年 CAFA最優秀助演男優賞 『ROOM MATES/ブルーコア (Roommates) 』[5]
- 1987年 XRCO最優秀主演男優賞 『ディープ・スロート II (Deep Throat 2) 』[5]
- 1987年 XRCO最優秀助演男優賞 『SEXバトルロイヤル/激射大会 (Babyface 2) 』[5]
- 1989年 AVN最優秀助演男優賞（映画） 『ジューシー・バスト/乱熟桃乳娘 (Pretty Peaches 2) 』[6]
- 1989年 XRCO最優秀主演男優賞 『スクランブル・アクメ/肉まじり (Second Skin 』[5]
- 1997年 AVN最優秀主演男優賞（映画） 『美肉狩り７ (Bobby Sox) 』[6]
- 1999年 AVN最優秀助演男優賞（ビデオ） 『Forever Night 』[6]
- AVN殿堂[2]
- Legends of Erotica[7]
- XRCO殿堂[3]

## 文献
ニコラス・バルバーノ Nicolas Barbano 著『Verdens 25 hotteste pornostjerner（世界で最も人気の高い25人のポルノスター）』(デンマーク、ロシナンテ社 1999年 : ISBN 87-7357-961-0) には彼について書かれた章がある。